# Ain't Sayin' Nothin'
Ain't Sayin' Nothin' è un singolo dell'album The Elephant in the Room del rapper di New York Fat Joe.